# Mario Gios
Mario Gios (Asiago, 7 maggio 1936) è un ex pattinatore di velocità su ghiaccio italiano.

## Biografia
Nato nel 1936 ad Asiago, in provincia di Vicenza, a 23 anni ha partecipato ai Giochi olimpici di Squaw Valley 1960, in 4 gare: nei 500 m è arrivato 32º con il tempo di 43"3, nei 1500 m 20º in 2'18"6, nei 5000 m 16º in 8'20"3 e nei 10000 m 18º in 17'06"3.
Ha chiuso la carriera nel 1963, a 27 anni.